# Выборы президента Турции
Выборы президента Турции — выборы президента страны, проходящие в  Турции.
Победивший кандидат становится президентом страны на последующие пять лет (с 2018 года).
Референдум 2007 года привел к возможности прямых выборов президента; 19 января 2012 года был принят Закон о президентских выборах. Согласно этому закону президента избирают абсолютным большинством действительных голосов; если же ни один кандидат не получит больше половины голосов, то через две недели после первого тура голосования должен состояться второй между двумя кандидатами, получившими наибольшую поддержку в первом туре. Конституционные поправки сократили президентский срок с семи до пяти лет, с возможностью одного переизбрания.
- Президентские выборы в Турции (2014) прошли 10 августа 2014 года; эти выборы стали первыми всенародными выборами президента Турции (ранее он избирался парламентом). Победил Реджеп Тайип Эрдоган в первом же туре.
- Президентские выборы в Турции (2018) прошли 24 июня 2018 года, вместе с парламентскими выборами в тот же день. Победил Реджеп Тайип Эрдоган в первом же туре.
- Президентские выборы в Турции (2023): первый тур прошел 14 июня 2023 года, вместе с парламентскими выборами в тот же день. Одержал победу Реджеп Тайип Эрдоган.